# 109-та окрема бригада територіальної оборони (Україна)
109-та окрема бригада територіальної оборони (109 ОБрТрО) — військове формування Сил територіальної оборони Збройних сил України. Дислокується у Донецькій області. Бригада перебуває у складі Регіонального управління «Схід» Сил ТрО.
Була створена у 2018 році як кадроване з'єднання. Після російського повномасштабного вторгнення 2022 року відмобілізована, брала участь у боях.

## Історія
26 квітня 2018 року на засіданні колегії Донецької обласної державної адміністрації затвердили програму формування бригади тероборони. На реалізацію програми у 2018—2019 роках запланували спрямувати 23,6 млн гривень, у тому числі з обласного бюджету — 5 млн грн, 4 млн грн — з бюджету районів, решту — з бюджетів міст та об'єднаних територіальних громад.
В кінці вересня того ж року на Донеччині закінчили формування 109-ї бригади територіальної оборони. В Донецькій області було сформовано шість батальйонів тероборони в містах Краматорськ, Бахмут, Покровськ, Мар'їнка, Волноваха, Маріуполь. В Маріуполі базувалось управління бригади. Склад Донецької бригади налічував 3,5 тисячі військовозобов'язаних, приписаних до своїх військкоматів.
25-29 вересня 2018 року 109-та бригада територіальної оборони провела навчальні збори у Бахмуті. Впродовж п'яти днів у польових умовах резервісти навчалися, як діяти під час захоплення будівель, виявити у лісі схованку, удосконалювали навички стрільби.

### Російське вторгнення 2022 року
Станом на 29 серпня 2022 року 21 військовослужбовець бригади нагороджений державними та відомчими нагородами.
1 грудня 2022 року стався обмін полоненими, серед 50 українських військовослужбовців, які були обміняні, були бійці бригади.
Станом на початок 2024 року бригада брала участь в битві за Авдіївку.
У серпні 2024 року бригада тримала оборону північніше Очеретиного.

## Структура
- управління 109 ОБрТрО[5]
- 104-й окремий батальйон територіальної оборони
- 105-й окремий батальйон територіальної оборони[11]
- 106-й окремий батальйон територіальної оборони[12]
- 107-й окремий батальйон територіальної оборони
- 108-й окремий батальйон територіальної оборони
- 109-й окремий батальйон територіальної оборони
- рота ударних безпілотних авіакомплексів «Muramasa»[13]
- рота контрдиверсійної боротьби
- рота матеріально-технічного забезпечення
- вузол зв'язку
- зенітний взвод

## Відомі персони
- Єгор Фірсов — народний депутат України 2014—2016, оператор БПЛА.

## Командування
Командири
- 2018—2019: полковник Галдак Андрій[14][2]
- 2022: полковник Стеблін Дмитро Георгійович[14]
- 2022—2024: полковник Вишневський Анатолій Генадійович[14][7]
- з 2024: підполковник Шершуков Олег Вікторович[14]

Начальники штабу — перші заступники командира
- на 2019: підполковник Петренко Іван Олександерович[2]

## Втрати

### 2022
- 25 березня 2022 — Попов Сергій, капітан. Загинув на «Азовсталі».[15]
- 31 березня 2022 — Положенцев Дмитро, молодший лейтенант, командир взводу. 25 років, м. Єнакієво. Загинув на «Азовсталі».[16]
- 20 вересня 2022 — Линський Володимир Іванович («Фенікс»). 6 серпня 1965, м. Краматорськ. Загинув у боях за Лиман.[17]
- 20 вересня 2022 — Печерський Іван. Донецька область. Загинув у боях Лиман.[18]
- 9 листопада 2022 — Киркач-Антоненко Віталій («Красівий»). 15 лютого 1987, с. Майдан (Краматорський район) Донецька область. Загинув на сватівському напрямку.[19]

### 2023
- 11 жовтня 2023 — Дубик Ігор Іванович. 27.06.1963, м. Маріуполь. Обороняв Маріуполь, пройшов російський полон. Загинув біля Нью-Йорка на Донеччині.[20]

### 2024
- травень 2024 — Лисенко Дмитро, м. Покровськ. Громадський активіст.[21]

## Емблема
На емблемі бригади зображені схрещені між собою срібний спис та шабля, які є елементами символіки Кальміуської паланки Запорозької Січі.